# Institución de Damas Nobles del Castillo de Praga

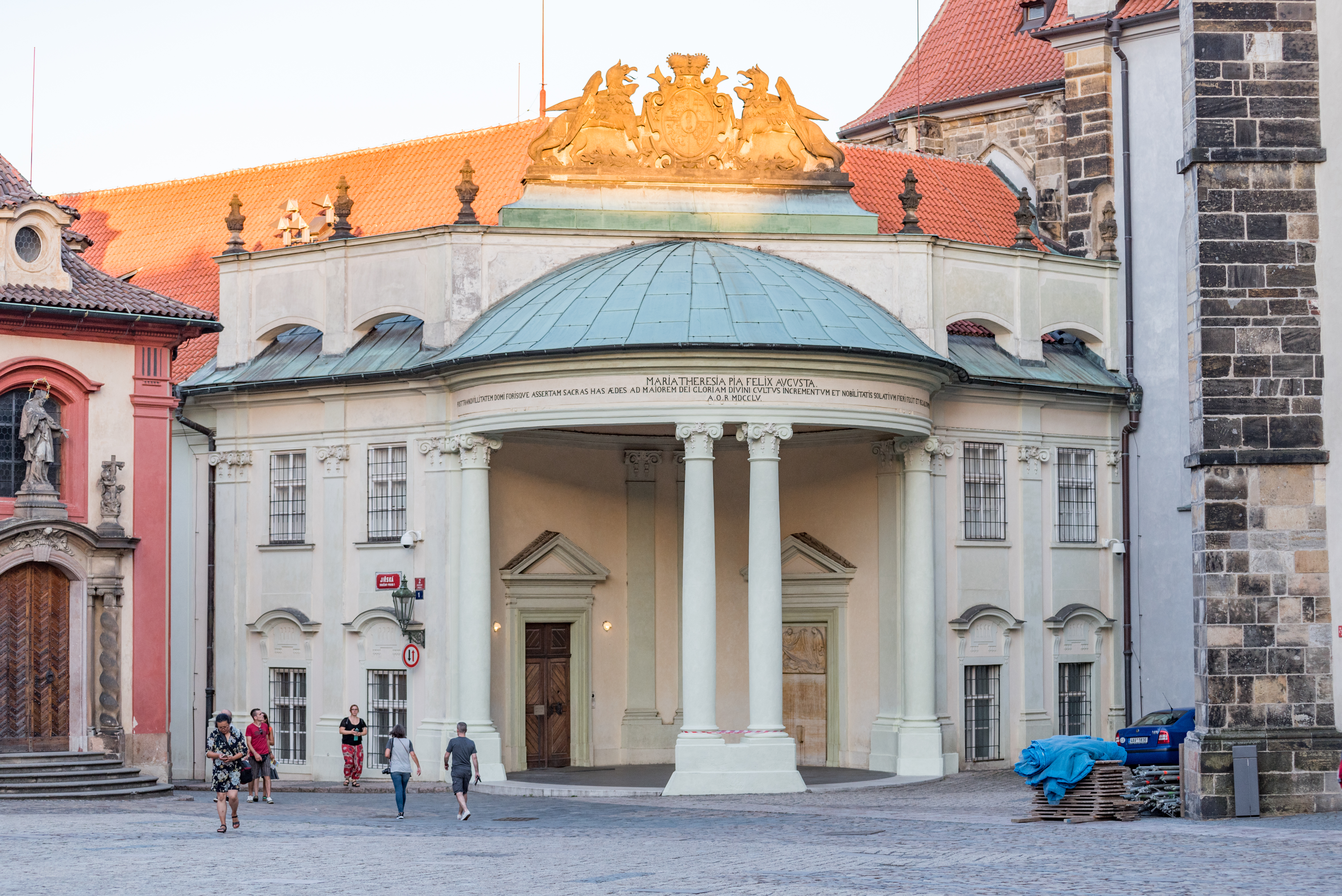
Pórtico de la entrada principal a la Institución.

La Institución de Damas Nobles del Castillo de Praga o Imperial y Real Institución teresiana de Damas Nobles del Castillo de Praga (K.k theresianische adelige Damenstift in Prag) fue una institución o capítulo noble de damas situada en Praga.

## Historia
Fue fundada por la emperatriz María Teresa en 1755 en el castillo de Praga. A su fundación le fueron adscritas las rentas de los bienes y señoríos de Karlstein, Milčin, Czarsenitz y Troja. La institución ocupó el llamado palacio Rosenberg, así como la capilla gótica de Todos los Santos. El palacio fue reconstruido sobre otro palacio renacentista construido por el emperador Rodolfo II. El nuevo edificio contaba con sala capitular, habitaciones para las canonesas en el primer y segundo piso, así como un apartamento para la abadesa. En 1782, tras la disolución del convento de San Jorge del Castillo de Praga, la abadesa de la Institución de Damas Nobles heredó el privilegio de la abadesa del desaparecido convento consistente en coronar a las reinas de Bohemia. El 1 de mayo de 1919 el gobierno de la recién creada República de Checoslovaquia decretó la disolución de la institución.

## Estructura

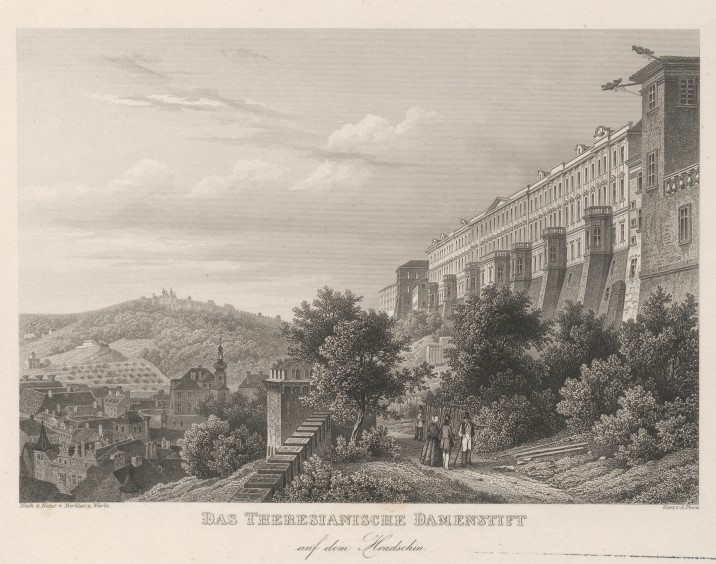
Vista por la parte exterior del edificio que albergaba la institución. (c.1835) Puede apreciarse la situación del mismo como parte del amplio complejo del castillo de Praga.

La institución se creó como un capítulo conventual en el que vivirían como canonesas 30 doncellas de la nobleza bohemia, solteras y mayores de 24 años.
Al frente de la institución se encontraba de forma una archiduquesa de Austria soltera, que era elegida por el emperador. Esta abadesa era solemnemente instalada como abadesa tras su nombramiento. Así mismo existían los cargos de decana, subdecana, primer y segunda asistente, que siempre ocupaban damas canonesas.
Tanto la abadesa como las canonesas, debían abandonar su beneficio en el momento de contraer matrimonio.
Entre sus cargos se encontraban un confesor, un capellán, un administrador-archivero, un secretario, un protocolista, un médico, un cirujano.
En ocasiones contó también con un o dos comisarios nombrados por el emperador.

## Insignia

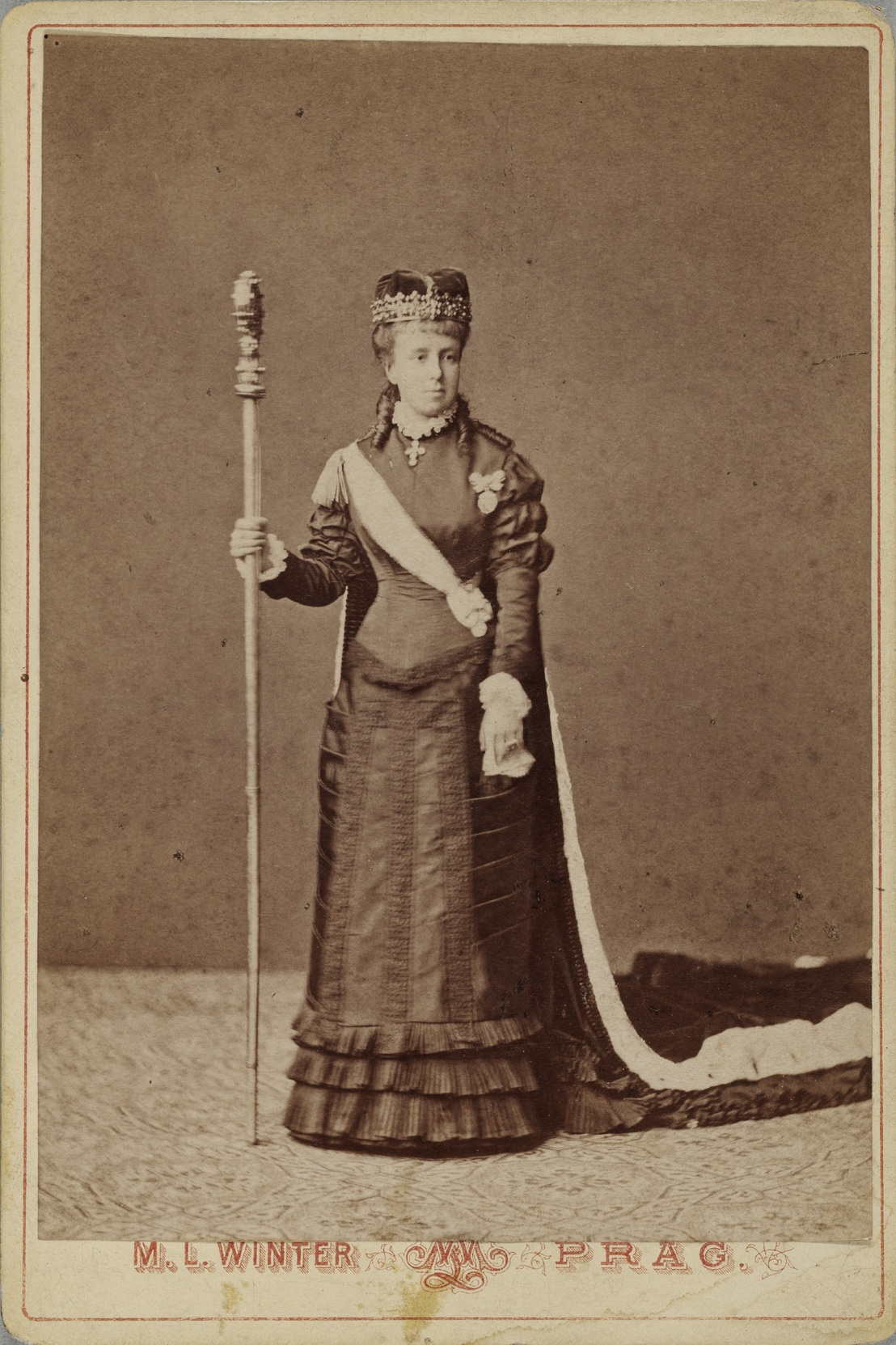
La archiduquesa María Cristina de Austria (futura esposa de Alfonso XII) con los hábitos de abadesa de la institución. (Fotografía de M.L. Winter, 1876)

La insignia de la institución era de forma ovalada y rodeada por pequeños rayos. En el centro del óvalo se encontraban las iniciales de la fundadora, la emperatriz María Teresa (MT), coronadas por la corona imperial. Debajo de las iniciales se encontraba una ornamentación vegetal. La cinta de la Institución era blanca con dos estrechas listas doradas en los bordes.
Esta insignia era llevada por las damas canonesas prendida en una lazo en la parte izquierda del pecho. En el caso de la abadesa la llevaba en forma de banda con los colores descritos desde el hombro derecho a la cadera izquierda y pendiendo la insignia de esta parte.